# Bénédicte Delmas
Bénédicte Delmas (Bayona, 7 de julio de 1972) es una actriz de televisión, directora y guionista francesa.
En 1990 obtuvo su título de socorrista y trabajó en las playas de la costa vasca francesa durante las vacaciones escolares.  En 1991 fue elegida Miss Costa Vasca y llega a la elección de Miss Francia 1992, donde fue segunda dama de honor.
En 1992, paralelamente a los estudios de Español e Inglés en la Universidad de Sorbonne Nouvelle, trabajó como modelo, con un primer contrato con Chanel.
En 1994, descubierta por el director de casting de la serie de televisión Saint-Tropez(Sous le soleil) se las arregló para pasar las pruebas para la serie y comienza a rodar un mes más tarde.Allí conoció a Tonya Kinzinger y Blondieau Adeline.  Según el productor, el éxito de la serie se debe al acuerdo y la complementariedad de las tres protagonistas. Sous le soleil es la primera serie francesa se vende en más de 135 países durante un período de 12 años. Benedicte desempeña el papel de Laure Olivier, una joven médico de la clínica de Saint-Tropez.  En el mismo año, apareció en el clip de Imagine Helene Rolles.
A continuación, hace algunas apariciones en La Chica en el azul, Largo Winch, Navarro, Alex Santana, Leah Parker, Jeff y Leo, los policías y las camas, etc.
Desde el año 2000, Bénédicte Delmas ha dirigido cortometrajes (mafia perder, mención del jurado en el Festival Mediterráneo de Nuevos Directores de Larissa (Grecia) en 2007, 3.er Premio Especial del Jurado en el Festival de Cine cuarto cortometraje de San Avold en 2007 ) y el drama de la televisión (quince episodios Sous le soleil, diez episodios de Plus belle la vie ).Asimismo se dedica a la escritura con varios proyectos de largometrajes para cine y televisión  .
En 2006,  dio a luz a su hija Lou-Anne.

## Filmografía

### Cine
- 2007: La Discordance: La comendadora

### Televisión
- 1995: Hélène et les Garçons (Serie de TV): Cliente de l'Alfredo's
- 1996-2000 y 2001-2008: Sous le soleil (Serie de TV): Doctora Laure Olivier
- 2001: Largo Winch (Série TV)
- 2002: Une fille dans l'azur: Anne
- 2003-2007: Alex Santana, négociateur (Serie de TV): Anna
- 2003-2004: Navarro (Série TV): Catherine Perrin (Les bourreaux de l'ombre)
- 2005: Léa Parker (Série TV): Olivia
- 2005: Jeff et Léo, flics et jumeaux (Serie de TV): Louise Mérieux

### Realización
- 2010: Alaba (Cortometraje)
- 2002: À corps et à cris (Cortometraje)
- 2003: Mafia Lose (Cortometraje)
- 2008 y 2012: Plus belle la vie (Serie de TV)

- Datos: Q2929892